# Sigbert Ganser

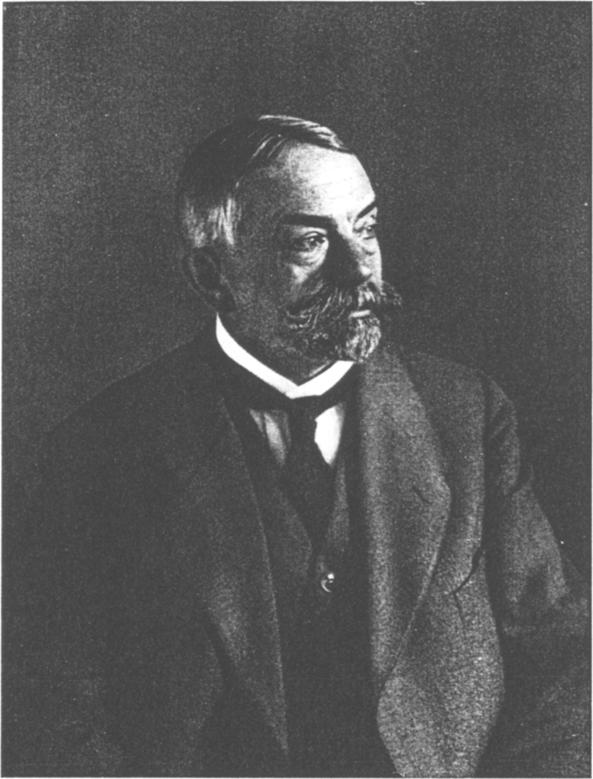
Sigbert Ganser

Sigbert Josef Maria Ganser (Rhaunen, 24 januari 1853 — Dresden, 4 januari 1931) was een Duitse psychiater naar wie het syndroom van Ganser is vernoemd.
Ganser studeerde in Würzburg, Straatsburg en München, waar hij in 1876 als assistent van professor Bernhard von Gudden zijn bul haalde. In deze tijd was het Ganser die de latere neuroloog Franz Nissl adviseerde zijn aandacht te richten op de pathologie van de hersenschors.
In 1880 behaalde Ganser in München zijn habilitation, een promotie in het Duits-Oostenrijkse academische systeem. In 1884 ging hij werken in Sorau, het huidige Żary. Twee jaar later kreeg hij een aanstelling als professor in Dresden en werd hoofd van de psychiatrische afdeling van het stadsziekenhuis aldaar. Hij wist deze Irren- und Siechenanstalt tot een belangrijk centrum in de stad op te bouwen. Later onderhield Ganser ook contacten met Emil Kraepelin.
In 1898 werkte Ganser als forensisch psychoneuroloog en psychiater in een gevangenis in Halle. Hier ontdekte hij bij drie gevangenen een bepaald patroon van gedrag. Ze gaven ontwijkende antwoorden, leden aan geheugenverlies en hadden lichamelijke symptomen. Ganser beschreef het gedrag als kortdurende psychosen als gevolg van hysterie. De aandoening werd in latere jaren verder onderzocht en kreeg de naam syndroom van Ganser.